# Norman Lausch
Norman Lausch (* 29. September 1975 in Jena; † 15. Juni 2005 in Interlaken) war ein deutscher Gleitschirmpilot.
Seine Flugscheine machte er 1993 (A-Schein und Schleppschein) bzw. 1996 (B-Schein und Tandem).
Seit 2000 nahm er an nationalen und internationalen Wettbewerben teil. Zusammen mit dem deutschen Nationalteam, dem er ab 2002 angehörte, wurde er 2005 Vizeweltmeister. 
Norman Lausch arbeitete als Testpilot für den koreanischen Gleitschirmhersteller Gin-Gliders.
Er verunglückte am 15. Juni 2005 bei einem Testflug in der Schweiz tödlich. 

## Sportliche Erfolge
- 2005

2. Rang Weltmeisterschaft / Team
- 2004

2. Rang Pan Pacific Open
2. Rang Deutsche Meisterschaft
2. Rang Internationale deutsche Meisterschaft
1. Rang Asienmeisterschaft
6. Rang Paragliding World Cup Italien
- 2003

2. Rang Paragliding World Cup La Reunion
4. Rang Paragliding World Cup Overall
3. Rang Weltmeisterschaft / Team
3. Rang Deutsche Meisterschaft
2. Rang German Open
3. Rang Paragliding World Cup Montana Overall
- 2002

5. Rang Paragliding World Cup Overall
1. Rang Pre-Paragliding World Cup India
2. Rang Paragliding World Cup Como Overall
4. Rang Europameisterschaft
2. Rang Europameisterschaft / Team
1. Rang Slovenian Open
- 2001

5. Rang Südafrikan Open
3. Rang Junior Challenge
1. Rang German Cup
| Personendaten    | Personendaten              |
| ---------------- | -------------------------- |
| NAME             | Lausch, Norman             |
| KURZBESCHREIBUNG | deutscher Gleitschirmpilot |
| GEBURTSDATUM     | 29. September 1975         |
| GEBURTSORT       | Jena                       |
| STERBEDATUM      | 15. Juni 2005              |
| STERBEORT        | Interlaken                 |